# 張國謙
張國謙（1533年—？），字爾光，號虚山，福建泉州府晉江縣人，民籍，明朝政治人物。

## 生平
嘉靖四十年（1561年）辛酉科福建鄉試第六十六名舉人。嘉靖四十一年（1562年）中式壬戌科三甲第一百一十五名進士。由户部郎中，擢温州府知府，萬曆初卒於任內。

## 家族
曾祖張茂成；祖父張纓；父張仲賢（1503年-？），號一渠，封户部郎中；母陳氏。具庆下。兄國恒、国乾。弟國益、國履。